# Paragrammatismus
Paragrammatismus beschreibt eine konfuse oder unvollständige Benutzung grammatikalischer Regeln, die vor allem bei Sprachstörungen (z. B. der Wernicke-Aphasie) auftritt. Die Fähigkeit grammatikalisch korrekte Sätze zu bilden ist eingeschränkt, es kommen fehlerhafte Satzverschränkungen und Verdopplungen von Satzteilen vor. Der eigentliche Satzbau ist komplex angelegt.
Paraphasien, die ebenfalls häufig bei erworbenen Sprachstörungen auftreten, sind mit Paragrammatismus nicht gemeint.
Beispiel: „Ich baue jetzt mit meinem Mann kleines Haus gewohnt.“